# Horní Štěpánov
Horní Štěpánov település Csehországban, a Prostějovi járásban. Horní Štěpánov Úsobrno, Šebetov, Cetkovice, Uhřice, Skřípov, Brodek u Konice, Kořenec és Benešov településekkel határos. Lakosainak száma 890 fő (2024. január 1.).

## Népesség
A település lakosságának változását az alábbi diagram mutatja:
| Lakosok száma | 2024 | 2221 | 2033 | 1434 | 1247 | 1036 | 926  | 893  | 875  | 890  |
|               | 1869 | 1890 | 1921 | 1950 | 1980 | 2001 | 2017 | 2019 | 2022 | 2024 |